# Jason Hsu
Jason Hsu Meng Zhe (caratteri cinesi: 許孟哲; pinyin: Xǔ Mèngzhe; Taiwan, 27 luglio 1985) è un cantante e attore taiwanese, attuale membro della boy band 5566.
È conosciuto anche nelle Filippine per aver interpretato il ruolo del Cyborg 5566 in un episodio di una serie televisiva locale, intitolata Captain Barbell.

## Filmografia

### Cinema
- Gatao (Jiau tou), regia di Joe Lee (2015)
- Hei bai, regia di Chuan-Feng Li e Chien-yu Yu (2016)
- Wo te po po tsen me pa chuan chuan kao tiu le, regia di Danny Deng (2023)

### Televisione
- Ma la xian shi – serie TV (2000)
- MVP Qing ren – serie TV, 12 episodi (2002)
- 100% Senorita – serie TV, 31 episodi (2003–2004)
- Ai Shang Qian Jin Mei Mei – serie TV (2004)
- Mo gui nu jiao tou, regia di Che Shu Chang – film TV (2006)
- Ying Ye 3+1 – serie TV (2007)
- Just Get Married, regia di Choon Hooi Ker – film TV (2015)
- Love by Design – serie TV, 15 episodi (2016)
- Wo he wo de si ge nan ren – serie TV, 13 episodi (2017)
- The Boys – serie TV, episodio 1x06 (2017)
- Lang man shu gei ni – serie TV, 6 episodi (2020)
- Chuan kui jia de shao nü – serie TV, 4 episodi (2020)
- My Tooth Your Love – serie TV, 5 episodi (2022)